# Anastassia Sorokina
Anastassia Sorokina (en biélorusse : Анастасія Сарокіна ; en anglais : Anastasia Sorokina, née le 26 janvier 1980 à Minsk, en URSS) est une joueuse d'échecs biélorusse.

## Palmarès lors des compétitions jeunes
Anastassia Sorokina remporte le championnat d'échecs féminin de Biélorussie dans sa tranche d'âge à huit reprises, en 1992, 1993, 1994, 1995, 1996, 1997, 1998 et 2000).

## Palmarès lors des compétitions individuelles adultes
Anastassia Sorokina termine deuxième du championnat d'échecs féminin de Biélorussie en 1998.

## Parcours en sélection nationale

### Parcours en olympiades d'échecs
Anastassia Sorokina représente la Biélorussie lors de deux Olympiades d'échecs, à Erevan en 1996, et à Elista en 1998, où elle obtient son meilleur résultat : un score de 5,5 / 9 pour la Biélorussie, à l'échiquier de réserve.
Elle représente ensuite l'Australie lors de la 36e Olympiade d'échecs à Calvià, en Espagne, en 2004.

## Titres internationaux décernés par la FIDE
Anastasia Sorokina devient maître international féminin (MIF) en 2001, arbitre international FIDE en 2002 et entraineur FIDE en 2005.

## Arbitrage
Anastassia Sorokina arbitre lors des Olympiades d'échecs à Bled, en Slovénie en 2002, à Istanbul en 2012, ainsi que lors d'un grand nombre d'événements comptant pour le Grand Prix FIDE 2012-2013 et d'autres tournois majeurs de la FIDE,.

## En dehors des compétitions d'échecs
En 2017, Anastassia Sorokina est élue à la tête de la fédération biélorusse des échecs. En peu de temps, elle fait beaucoup pour développer et vulgariser le jeu d'échecs. Les championnats de Biélorussie ont une nouvelle vie et les résultats internationaux progressent notamment chez les jeunes. À l'automne 2018, elle est élue au poste de vice-présidente de la FIDE et la Biélorussie obtient le droit d'accueillir l'olympiade d'échecs à Minsk en 2022 (l'organisation de cette olympiade en Biélorussie sera annulée ensuite à cause de la pandémie de covid-19).
Anastassia Sorokina déménage en Australie en 2003 et travaille comme entraîneur d'échecs à la Queensland School of Chess, puis chez le groupe Chess Kids à Melbourne, pendant un an. Elle ouvre ensuite sa propre entreprise de coaching d'échecs Chess Academy pendant plusieurs années. Elle vit actuellement en Biélorussie avec sa famille. Son oncle est le GMI Viktor Koupreïtchik.